# 阿木城
阿木城（あぎじょう）は、岐阜県中津川市阿木にあった砦（日本の城）。中津川市指定史跡。

## 概要
通称「城ヶ峰」と呼ばれる標高541m、比高差60mの山上一帯に築かれている。
城の広さは東西約180m、南北約150mである。
戦国時代に岩村遠山氏が岩村城防衛のために築城した遠山十八支城の一つで、一族の安木遠山氏の居城であった。
岩村城が武田氏の重臣の秋山虎繁（信友）によって落城した後は、織田・遠山方の最前線基地として整備されたものの、
天正2年（1574年）、武田勝頼による東濃侵攻の際に陥落し、その後復興されることはなかった。

## 遺構
城ヶ峰と呼ばれる城山の南側登口には多数の出曲輪が置かれており、上部には本曲輪、二ノ曲輪、腰曲輪などが見られる。また山の中腹に岩村八幡神社から勧請された八幡神社が祀られている。
①主郭　近世城郭における本丸
➁虎口　城の出入口
➂帯郭　郭の周りにある帯状の平坦部

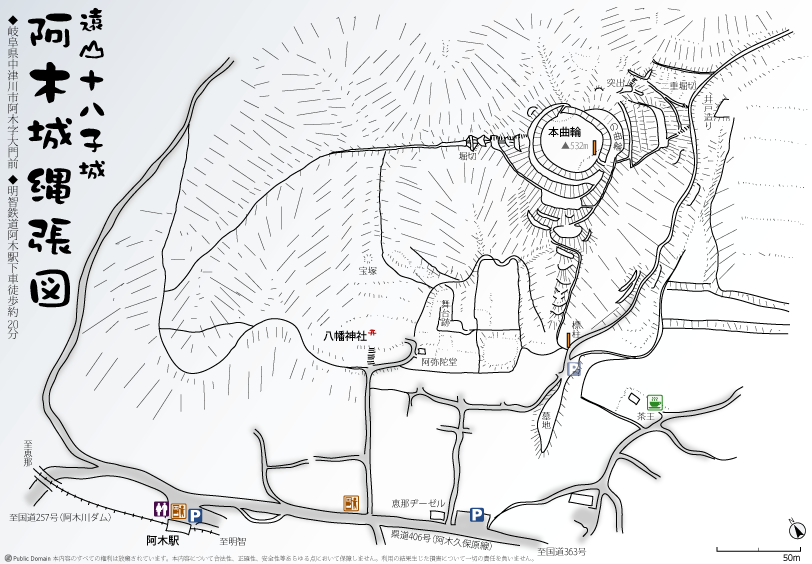
阿木城縄張図

④土塁　土を突き固めて土手状に盛り上げ、防御壁や攻撃台とした。
⑤堀切　尾根伝いの敵を防ぐため、尾根をV字形などに掘り込んだもの。
⑥竪堀　斜面を移動する敵をせ防ぐために、尾根の斜面を上下方向に掘った堀。
⑦郭(曲輪)　城郭内にある一定の区画に分けられている平坦地。